# Coscineuta trochilus
Coscineuta trochilus är en insektsart som först beskrevs av Gerstaecker 1873.  Coscineuta trochilus ingår i släktet Coscineuta och familjen gräshoppor. Inga underarter finns listade i Catalogue of Life.